# مضخة ضوئية

مضخة ضوئية لأسطوانة ليزر (أسفل) بواسطة قوس ضوئي (أعلى). السهم الأحمر : ساخن. السهم الأخضر : ضوء. الأسهم الصغيرة : تبريد بالماء. مراجع:,,

المضخة الضوئية  في الفيزياء والليزر هي طريقة لتضخيم شعاع ليزر عن طريق التحفيز بالتآثر الكهروضوئي. يجري ذلك عن طريق التحفيز الضوئي لكي تترك الإلكترونات توزيعها المتوازن في الذرات والجزيئات وتشغل مستويات طاقة عليا.
يتبع توزيع الإلكترونات في جزيئات المادة في حالة التوازن الحراري توزيع بولتزمان. وبواسطة التأثير على الإلكترونات من الخارج بتأثير ضوئي فإن بعضها يترك حالة التوازن الحراري ويشغل مستويات للطاقة أعلى مما كانت علية بدون التأثير الضوئي الخارجي.
ويعتمد جودة شغل مستوي طاقة معين على خواص مختلفة لنظام مستويات الطاقة المرغوب فيها وخواص نظام التحفيز، وتلك الخواص هي :
- درجة حرارة الأنظمة، وبالتالي شغل مستويات الطاقة للإلكترونات طبقا ل توزيع بولتزمان
- معدل الإثارة
- عمر بقاء الإلكترون في مستوي مثار
- عمر بقاء الإلكترون في مستوي طاقة آخر يعبره الإلكترون أثناء تفريغه الإثارة.

## الفائدة التقنية

### الليزر
يمثل الضخ الضوئي الخطوة الأولي لإنتاج الليزر حيث يثار الوسط المصدر لليزر مثل بلورة أو غاز يثار بواسطة مصدر طاقة خارجي (مثل مصباح برق أو ليزر آخر). أي أن الإلكترونات في الغلاف الذري تنتقل إلى مستوي طاقة أعلى عن طريق رنين ضوئي. وتعمل أجهزة الليزر عادة في درجة الحرارة العادية، لهذا يشترط على المضخة الضوئية وجود مستويات طاقة تعمر طويلا نسبيا في المستوي التي تضخ إليه.

### مطيافية رنينية
في أبحاث المطيافية الرنينية تبرد العينة المرغوب فحصها وعن طريق الضخ الضوئي يرتفع معدل شغل مستويات مثارة بأعداد كبيرة بحيث تصل إلى حالة ضيائية.
كما يمكن التأثير على مستويات الطاقة بمجال خارجي سواء بمجال مغناطيسي ساكن أو مجال كهربائي ساكن بحيث يعمل على رفع مستوي الطاقة المضخ إليه ويصبح في حالة ضيائية من أجل :
- تعيين خواص مستوى الطاقة المضخ إليه
- تحليل عمليات الانتقال إلى مستويات طاقة أخرى.

وعندما تُستخدم مجالات خارجية فمن الممكن أن يسير تفريغ الطاقة المضخة عن طريق تأثيرات رنينية إضافية (مثل رنين ميكروويف). كذلك تمثل وسائل قياس باستخدام الرنين المتعدد (مثل رنين المغناطيسي الضوئي) الذي ثبت حدوثه .

## اقرأ أيضا
- ليزر ديناميكي للغاز
- الليزر
- تأثير زيمان
- ذرة
- مدار ذري
- توزيع إلكتروني
- طيف
- الليزر
- لحام فيض الليزر
- مرنان ضوئي